# 名鉄ト750形貨車
名鉄ト750形貨車（めいてつト750がたかしゃ）とは、かつて名古屋鉄道で運用されていた木造貨車（無蓋車）である。

## 概要
- 元は1924年（大正13年）に名古屋電車製作所で製造された瀬戸電気鉄道の12ｔ積木造無蓋車ト100形（ト101 - ト115）である。15両が製造された。1939年（昭和14年）に瀬戸電気鉄道は名古屋鉄道と合併すると名古屋鉄道に引き継がれる。1941年（昭和16年）にト750形（ト751 - ト765）に改番する。
- 国鉄直通貨車として瀬戸線で運用されるが、昭和30年代前半に1両が廃車。残る車両は昭和30年代に空気制動を設置する改造を受ける。1963年（昭和38年）に三河線に転出し、私有貨車として運用される。
- 国鉄の貨物列車の速度がヨンサントオダイヤ改正により75 km/hに引き上げられるのに伴い、ト750形はその条件に対応できなかったこと、また、名鉄の私有貨車制度の廃止により、1968年（昭和43年）に形式消滅となった。